# Jacopo Tiepolo
Jacopo Tiepolo (vagy másként: Iacopo Tiepolo), (Velence, 1160-as évek – Velence, 1249. július 19.) volt a Velencei Köztársaság negyvenharmadik dózséja. Elődjének lemondásakor nem volt egyértelmű, hogy a Nagytanács a törvényeknek megfelelően őt választja meg a köztársaság élére. Annak ellenére volt bizonytalan Jacopo helyzete, hogy abban az időben Candia hercege és Konstantinápoly velencei elöljárója volt. Hosszas vita előzte meg megválasztását, amelyben rögzítették a velencei állami intézmények rangját és feladatát. Jacopo kiválóan megfelelt a dózsei feladatoknak. A háborúkat mesteri higgadtsággal és kiváló politikai érzékkel fordította Velence javára. A mozgalmas külpolitika mellett igyekezett folytatni elődje belügyi reformjait is.

## A Nagytanács döntése
Amikor 1228 szeptemberében Pietro Ziani lemondott trónjáról, a városban mindenki tudta, hogy politikailag Jacopo Tiepolo a legerősebb velencei nemes, és érdemes is arra, hogy a Nagytanács megválassza őt a Serenissima élére. Kréta és Konstantinápoly velencei elöljárójának azonban nem volt elég támogatója a negyvenek tanácsában ahhoz, hogy simán és zokszó nélkül megválasszák őt a köztársaság élére. A korábbi keresztes hős, Enrico Dandolo unokája, Marino Dandolo is esélyesként indult a trónért folyó küzdelemben. 

A választás nehéznek bizonyult, hiszen a Dandolo család, egy uralkodói család állt az egyik oldalon, amelynek ráadásul akkora vagyona volt, mint Velencében senki másnak, ezért a gazdasági élet vezetői voltak. A másik oldalon viszont a politikai hatalom jelentős részét kezében tartó Jacopo Tiepolo állt, aki Pietro Zianival együtt nevelkedett, és ráadásul Tankréd, szicíliai király unokáját vette feleségül. A köztársaság elit berkeiben azt duruzsolták, hogy Tiepolo győzelme nem lehet kérdéses, de azzal is tisztában voltak, hogy drámai színjátékoktól nem lesz mentes a választás.
A több hetes tanakodás nem vezetett eredményre, és amikor a Nagytanács ott járt, hogy sorsolással döntik el a trón sorsát, a Consiglio Dogale, vagyis a Dózse Tanácsa beleavatkozott a választásba. A köztársaság minden közigazgatási területéről egy tanácsos foglalhatott helyet a Consiglio Dogaléban. A választásra jogosult negyvenek tanácsa azonnal felhördült a consiglio beavatkozására. A hatásköri viták oda vezettek, hogy még a dózse megválasztása előtt írásba foglalták a köztársasági intézmények jogköreit. Eszerint az állam csúcsán a dózse állt. Közvetlenül őt segítette a Consiglio Dogale, és rangban ezután következett a Consiglio Maggiore, vagyis a Nagytanács, amelynek tagjai között szerepelt az összes velencei nemes és a művészeti valamint mesterséget adó iskolák képviselője. Az innen választott negyvenek egy szinten voltak a szenátussal, amelyet hatvan tanácsos alkotott. Ezt követte a Quarantia. A listát a népgyűlés (Assemblea Popolare) zárta. 

A jogkörök tisztázása után a Consiglio Dogale hathatós támogatásával végül megszületett a döntés, és 1229-ben Jacopo Tiepolo foglalhatta el Velence trónját.

## Velence élén

### Ellenséges szövetség
A velenceiek szemében magas rangot jelentett az a tény, miszerint Jacopo a Velencét alapító úgynevezett apostoli családok leszármazottja volt. Mindemellett a nehezen megválasztott dózse örökölte Ziani dózse minden gondját. A külpolitikai gondok nemcsak Konstantinápolyban jelentkeztek, hanem Itáliában is egyre feszültebbé vált a helyzet. 

Jacopo leginkább az Ancona vezette szövetség nyomása alá került. Az adriai hegemónia megszerzése érdekében az anconaiak szövetségre léptek I. Theodor, nikaiai császárral és IV. Béla, magyar királlyal. A szövetség célja Velence nem régiben szerzett területeinek visszafoglalása volt. A magyar seregek minden nehézség nélkül elfoglalták Zára városát, és egész Dalmáciát. A velenceiek fő haderejét a déli események kötötték le, hiszen az egykori bizánci flotta és az anconai hajóhad egyesült, és ostrom alá vette Krétát. Jacopo azonban higgadt politikával arra utasította az egész velencei flottát, hogy vonuljon azonnal biztonságos helyre, valamelyik közel-keleti öbölbe. A váratlan döntést eleinte nem értették, és akár a dózse életébe is kerülhetett volna, ha rossz döntést hoz. Jacopo azonban először az anyaországot, magát Velencét akarta megóvni a pusztulástól. Itáliában ugyanis újabb háború pusztított, és félő volt, hogy a lagúnák városának minden eddiginél nagyobb ostromot kell majd kiállnia.

### Császár a lagúnák városában
A szövetség elleni velencei reakció a ghibellinek és a guelfek közötti viszály kiújulása miatt késlekedett. Vicenza ura, Ezellino da Romana II. Frigyes, német-római császár támogatásával hatalmas sereget gyűjtött, és a császárellenes Lombard Liga városai ellen vonult. Hamarosan a császár birtokába került Padova és Verona, és a hatalmas seregek Treviso felé vonultak. 

A szomszédos városállamok leigázása félelmet keltett Velencében, és Jacopo úgy döntött, hogy elébe megy a háborúnak. 1230-ban követeket küldött Frigyes táborába, akik a dózse nevében meghívták őt Velencébe. Az uralkodó elfogadta a meghívást, és még ugyanabban az évben hatalmas pompával és teljes tisztelettel fogadták Frigyest a San Nicolò-templomban, amelyet azóta Velence főkapujának neveznek. Frigyest meglepte a velenceiek vendégszeretete és tisztelete, ezért a tárgyalásokon is engedékenyebb volt. Jacoponak sikerült rávennie a császárt, hogy megerősítse a korábban már megfogalmazott velencei előjogokat, a kereskedelmi privilégiumokat, és ami sokkal fontosabb, sikerült elérnie, hogy Frigyes távol tartsa Ezellinot Velence területeitől.
A szerencsés diplomáciai találkozó után Jacopo komolyra fordította a háborút a szövetségesek ellen, és a velencei flotta teljes erejével nekitámadt Krétának, majd a dalmát partvidéknek. 1233-ban kezdődött meg a krétai erődök visszafoglalása, és több mint egy év múltán már újra a velenceiek kezén volt az egész sziget. A flotta parancsnoka a dózse gyermeke volt. Az óriási flotta később visszafoglalta Zára városát és Pólát is, hiszen 1242-ben IV. Béla országába betörtek a tatárok, ezért tulajdonképpen harc nélkül sikerült bevenni a dalmát partvidéket. A csata lezárásaképpen Jacopo Trau városában békét kötött Bélával, amelynek értelmében a velenceiek megtarthatják Zárát és Isztriát, ha a tatárjárás idején nem támadnak meg több magyar tengermelléki kikötőt. 

Az Adrián azonban még nem ért véget a háború. A flotta az anconai hajók ellen indított támadást. A velenceiek teljes győzelme újra népszerűvé tette a dózsét a városban, azonban még Jacopo sem merte feloszlatni a felfegyverzett sereget, amíg végre nem hajtotta a Frigyesnek ígért változtatásokat. A politikai reformok a ghibellinek, vagyis a császárpártiak érdekeit javították a városban. Ez volt az ára annak, hogy a német-római seregek ne tiporják el a gazdag kereskedővárost.
A háború lezárása után Jacopo még összesen két külpolitikai ügyet intézett el. Az egyik Ferrara és Velence viszonya volt, amelyet már hosszú ideje nem rendeztek. A velenceiek által korábban elfoglalt város elfogadta a hűbérességet, de csak azzal a feltétellel, hogy a ferrarai kereskedők előjogai megmaradhatnak a szárazföldi kereskedelemben. A tengeri kereskedelem teljes mértékben a velencei kereskedők joga lehet a városban. Jacopo elfogadta Ferrara javaslatát.

1245-ben meghalt IX. Gergely pápa, és a Vatikán meghívta Velence követeit is az új egyházfő megválasztására Lyonba. A pápválasztáson csak a Lombard Liga városai és néhány gazdag kereskedőváros volt jelen a kléruson kívül. A zsinaton végül IV. Incét tették meg Szent Péter trónjának örökösévé, aki a császárt azonnal kiközösítette, és felszólította alattvalóit és hűbéreseit, hogy ne tűrjenek meg ilyen urat maguk fölött.

### Belpolitikai rendelkezések
Jacopo úgy döntött, hogy nem vesz aktívan részt a pápaság és a császári hatalom között kiújuló harcokban, ezért a nyugodt külpolitikai viszonyokat kihasználva megpróbálta megreformálni a velencei intézményi kereteket. Több törvényt és szabályozást is módosított, és különösen nagy hangsúlyt fektetett az úgynevezett Promissione Ducale megreformálására. A Promissione Ducale, azaz a Dózse Ígérete Jacopo megválasztásakor került igazán előtérbe. A megválasztott dózsék gyakran osztogattak birtokokat, magas rangot biztosító hivatalokat vagy egyszerűen csak busás pénzjutalmat a Quarantia soraiban ülő támogatóiknak. Az állami kincstár azonban egyre kevésbé engedhette meg a túlköltekezést, ezért nagyon megszigorította a promissione kereteit. Jacopo még saját feleségének, a dogaressának is előírta, hogy virágon és parfümön kívül ne fogadjon el más ajándékot, ugyanis az adományozó mindig elvárja, hogy ajándékáért cserébe méltó jutalmat kap majd a központi hatalomtól.
Jacopo legkiemelkedőbb állami munkája a tengerészthez köthető. A dózse megalkotta az emberiség történetének első tengerészeti joggyűjteményét, a Capitulare Naviumot. A dózse sorra vette a flotta felépítését, a legénység jogait és kötelezettségeit, valamint a nemzetközi kereskedelem és hadászat szabályait. Elsőként írt felségvizekről.

## Uralmának alkonyán

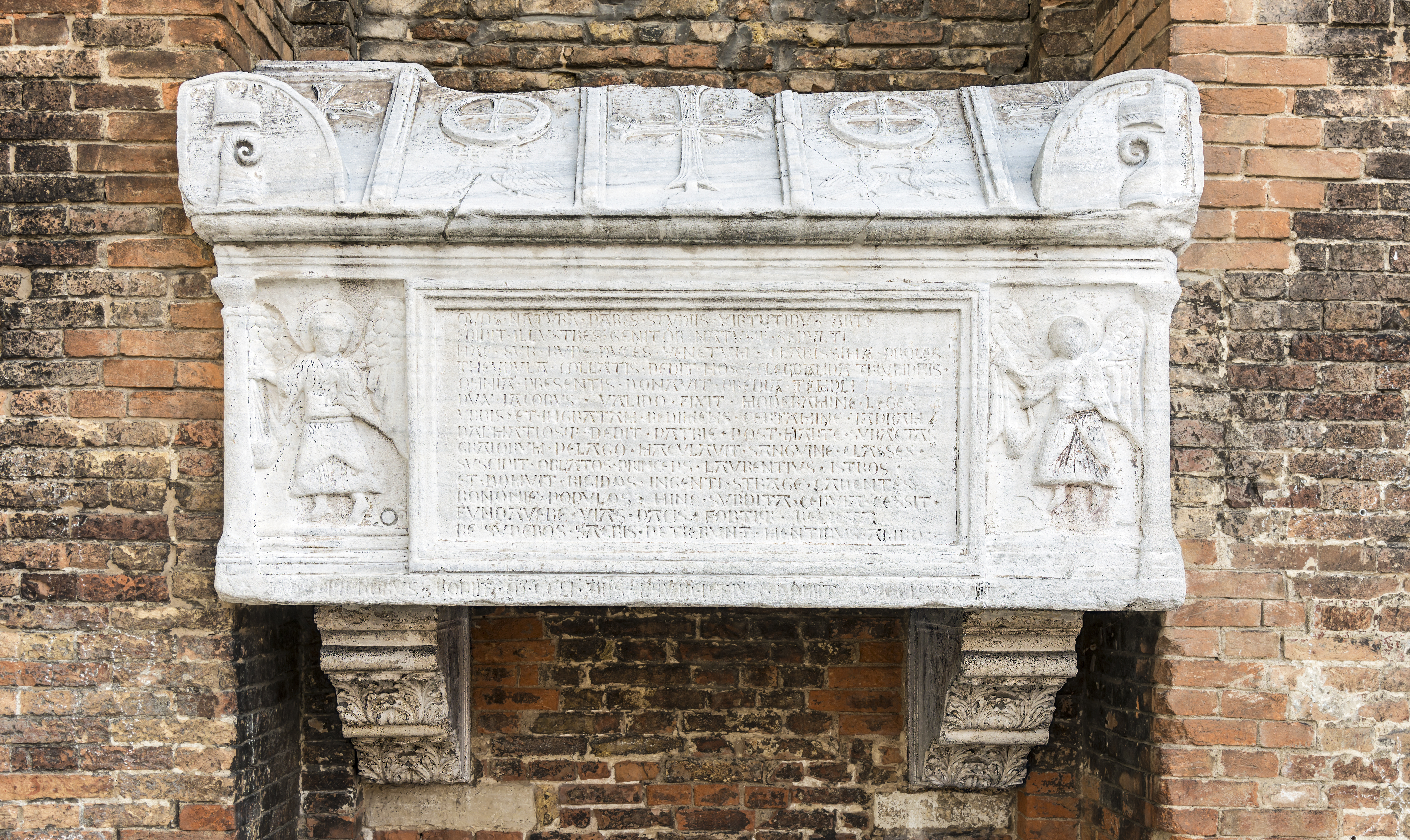
Sírjában.

Jacopo 1249 májusában lemondott hivataláról, ugyanis úgy érezte, hogy megtett mindent, amit uralkodása során meg akart valósítani. Ezen kívül belefáradt az államügyekbe, ezért visszavonul a Sant'Agostino szigetén álló házába. Ezt a házat ma Ca'Farsettinek nevezik, és Veneto tartomány regionális tanácsának székháza. Jacopo nem sokáig élvezhette szabadságát, ugyanis júliusban meghalt. Testét kőszarkofágba fektették, majd a velenceiek engedélyét kikérve a dominikánusok a SS. Giovanni e Paolo-templom belterében állították fel. (Ezért aztán ezt a templomot gyakran emlegetik úgy, mint Velence Pantheonját.)
| Előző uralkodó: Pietro Ziani | Velencei dózse 1229–1249 | Következő uralkodó: Marino Morosini |

1. 1 2  a Német Nemzeti Könyvtár katalógusa (német nyelven). (Hozzáférés: 2025. január 2.)